# Kamp van Zeist
Das Kamp van Zeist ist ein niederländisches Militärgelände zwischen Amersfoort und Utrecht, das nacheinander ein Internierungslager, einen US-Luftwaffenstützpunkt, das Militärische Luftfahrtmuseum und eine Haftanstalt des Justizministeriums beherbergte.

## Lage
Das Kamp van Zeist liegt am Rande des niederländischen Dorfes Soesterberg. Der westliche und größte Teil liegt in der Gemeinde Zeist, der östliche Teil in der Gemeinde Soest. Mit dem Bau der Autobahn A28 in den 1980er Jahren wurde das ursprüngliche Lagergelände von „Kamp I“ vollständig zerstört. An der Stelle, an der sich „Kamp II“ befand, befindet sich heute ein Militärübungsplatz mit Straßen und Wegen für Panzer und andere Militärfahrzeuge.

## Geschichte
Auf dem Gebiet der heutigen Gemeinde Zeist gab es im Laufe der Geschichte vier große Militärlager, die 1672, 1787, 1804 und 1818 errichtet wurden. Alle vier waren als Lager von Zeist bekannt und werden daher oft miteinander verwechselt.

### Truppenübungsplatz der Eisenbahntruppen
Am 27. Oktober 1903 richtete der Regimentskommandeur Oberstleutnant Recking einen Brief an das Kollegium von Bürgermeister und Beigeordneten von Soest, in dem er fragte, ob dieses Einwände gegen den Bau einer Eisenbahnstrecke hätte. Darin führte er unter anderem aus, dass die Strecke aus (alten) Normalspurschienen auf Holzschwellen bestehen werde und mit Waggons für tragbare Schienen, sogenanntem Decauville-Rollmaterial, befahren werde, die sowohl von Hand als auch durch Dampflokomotiven angetrieben werden.
Im Jahr 1906 wurde eine Feldbahn (niederländisch Geniespoor) vom Normalspurbahn-Bahnhof Huis ter Heide zum eigentlichen Truppenübungsplatz verlegt. Sie hatte eine Spurweite von 600 mm. Ein Teil des Truppenübungsplatzes lag 50 Meter über dem Meeresspiegel und erhielt daher den Namen Hoogte 50 (Höhe 50). Dort wurde 1907 der ständige Truppenübungsplatz der Eisenbahntruppen in Betrieb genommen.

### Erster Weltkrieg
Das Gelände wurde ab dem 13. Oktober 1914 von der niederländischen Armee als Internierungslager genutzt. Während des Ersten Weltkriegs wurden dort mehr als 12 000 fahnenflüchtige belgische Soldaten interniert. Ein bekannter Internierter war der bildende Künstler Rik Wouters, der Skizzen und Aquarelle über das Lager und seine waldreiche Umgebung anfertigte. Am 3. Dezember 1914 brach in dem über eine Feldbahn erschlossenen Lager ein Aufstand aus. Einige Internierte rebellierten gegen die schwierigen Lebensbedingungen und die schlechte Qualität des Essens im Lager und begannen mit Steinen zu werfen, woraufhin die Aufseher den Aufstand gewaltsam beendeten. Acht Internierte wurden erschossen, 18 wurden schwer verletzt.
In der Nachkriegszeit verließen die Belgier rasch das Lager Zeist. Es wurde aber weiterhin von etwa 4000 französischen Flüchtlingen, die in den letzten Kriegstagen vor der sich zurückziehenden deutschen Armee geflohen waren, genutzt. Erst im Dezember 1919 wurde Kamp Zeist endgültig abgerissen.

### Nach dem Zweiten Weltkrieg

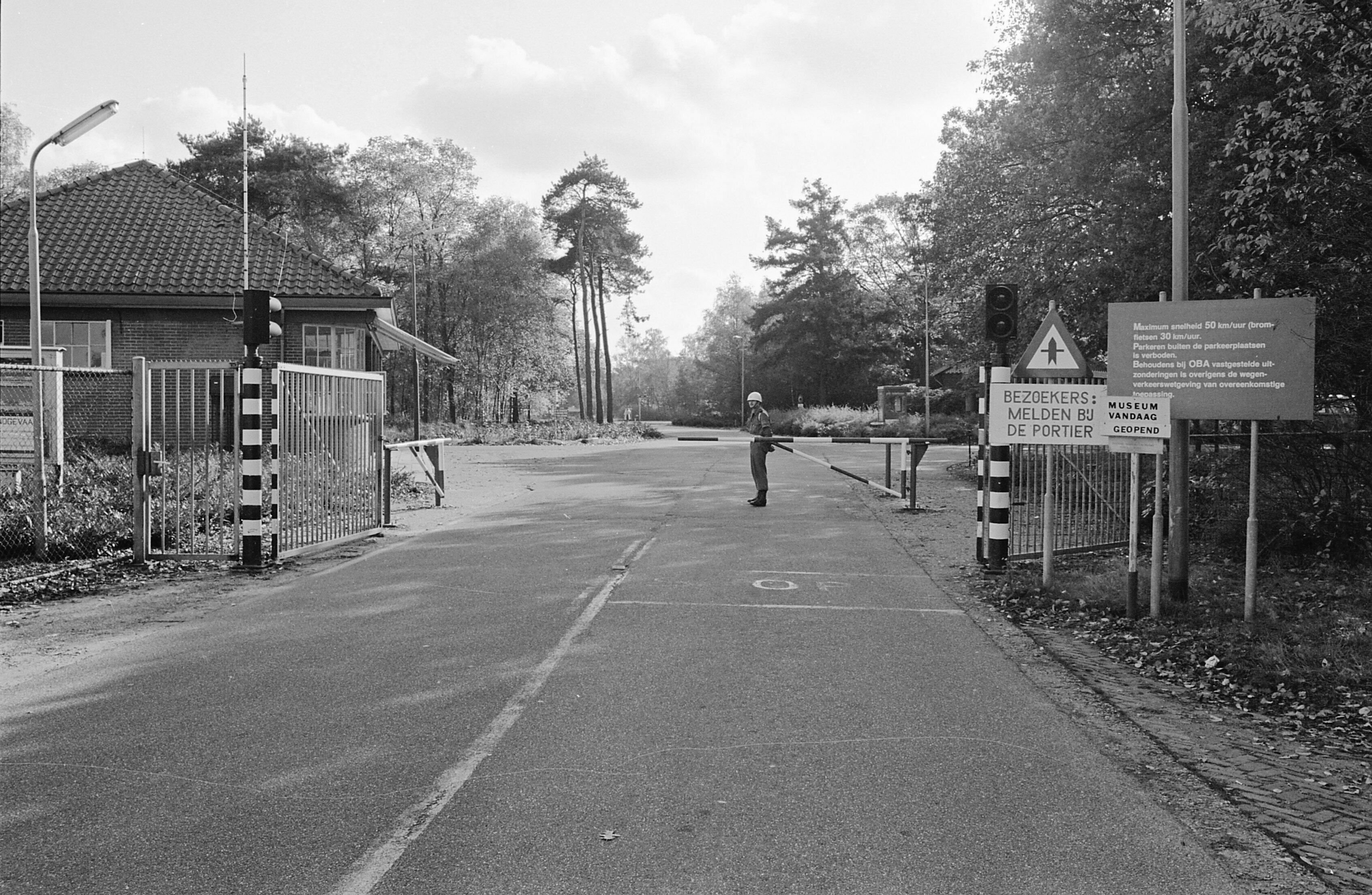
Pforte des Kamp van Zeist und des darin gelegenen Luftfahrtmuseums

Nach dem Zweiten Weltkrieg wurde das Gelände von der US-Luftwaffe genutzt, die dort bis 1994 einen Stützpunkt mit dem Namen Soesterberg Air Base unterhielt. Im Jahr 1980 zog das Luftfahrtmuseum nach Kamp van Zeist um. Zwischen 1999 und 2002 befand sich ein Großteil des Geländes unter britischer Gerichtsbarkeit, um ein schottisches Gericht und ein Gefängnis für den Lockerbie-Prozess zu beherbergen, die Gebäude wurden dann in Haftanstalten für abgelehnte Asylbewerber umgewandelt. Auch der wiederholt bedrohte Politiker Geert Wilders wohnte aus Sicherheitsgründen eine Zeit lang auf dem Gelände.
Im Jahr 2005 wurde beschlossen, das Museum auf den leerstehenden Militärflugplatz Soesterberg zu verlegen. Der dadurch frei werdende Platz wird renaturiert.

## Streckenverlauf der Feldbahn
Ausgangspunkt der Feldbahn war der Bahnhof Huis ter Heide. Die Schienen wurden parallel zum Rijksstraatweg durch Soesterberg und 3,5 km vom Ausgangspunkt mit einer Rechtskurve über die Laan van Duquesne (später Eikenhorstweg und seit 1922 Korndorfferlaan genannt) bis zum Kamp van Zeist verlegt. Es gab eine Abzweigung nach Hoogte 50 am Rande der Leusderheide, hinter dem Hebron-Gebäude, wo sich das eigentliche Trainingsgelände befand. Kurz hinter Duquesnes Villa (dem späteren Cenakel-Kloster) wurden 50 m Doppelgleise auf der nach ihm benannten Allee verlegt.
1914 halfen die Eisenbahntruppen beim Bau der Straßenbahnlinie Huis ter Heide-Amersfoort der Ooster Stoomtram-Maatschappij mit einer Spurweite von 1067 mm, die am 25. Juli 1914 in Betrieb genommen wurde. Seitdem gab in Soesterberg zwei Gleise mit unterschiedlichen Spurweiten im Abstand von einigen Metern. 1927 wurde ein Teil der Feldbahn stillgelegt.

## Schienenfahrzeuge
Auf der Feldbahn wurden folgende Fahrzeuge eingesetzt:

### Lokomotiven
- Nr. 1 Schoorl. Couillet 1040/1891[18] bzw. Decauville Werks-Nr. 117/1891.[9] Von Couillet hergestellt und von Decauville Ainé in Petit Bourg bei Paris geliefert. Die Lok wurde 1913 zum Heizkessel herabgestuft. Nach Ausbruch des Ersten Weltkriegs wurde sie wohl wieder in Betrieb genommen.
- Nr. 2 Zeist. Gebaut im Juli 1909 von Orenstein & Koppel (Werks-Nr. 3488/1909, 30 PS, 600 mm Spurweite, Bt+t, geliefert an Genietroepen, Utrecht). Von 1909 bis 1934 genutzt. Danach verkauft.
- Nr. 3 Soesterberg. Gebaut von den Stahlbahnwerke Freudenstein in Berlin-Tempelhof (Werks-Nr. 202/1905). Sie wurde Anfang 1914 in Deutschland erworben. Nach 1934 wenig genutzt, aber jedes Jahr wieder gefahren.
- Nr. 4 Stormvogel. Diesellokomotive, gebaut von Orenstein & Koppel.

### Personenwagen
- Ein geschlossener Wagen mit 14-Sitzen für Offiziere
- Zwei offene Wagen mit jeweils 8 Sitzen für Unteroffiziere
- Ein offener Mannschaftswagen mit 20 Sitzplätzen und 4 Achsen

### Güterwagen
- Drei große 4-Achs-Kastenwagen mit abnehmbaren Seitenwänden
- Zwei kleine 2-Achs-Kastenwagen
- 16 Kipploren und mehrere Güterloren